# Coppa Italia 1965/66
Die Coppa Italia 1965/66, den Fußball-Pokalwettbewerb für Vereinsmannschaften in Italien der Saison 1965/66, gewann der AC Florenz. Die Fiorentina setzte sich im Endspiel gegen US Catanzaro durch und konnte die Coppa Italia zum dritten Mal gewinnen. Mit 2:1 nach Verlängerung gewann die Mannschaft von Trainer Giuseppe Chiappella und wurde Nachfolger von Juventus Turin, das sich im Vorjahr gegen Inter Mailand durchgesetzt hatte, diesmal aber bereits im Halbfinale ausschied.
Als italienischer Pokalsieger 1965/66 qualifizierte sich der AC Florenz für den Europapokal der Pokalsieger des folgenden Jahres, wo schon in der ersten Runde gegen den ungarischen Vertreter Rába ETO Győr das Aus kam.

## 1. Runde
|                   | Ergebnis     |                   |
| ----------------- | ------------ | ----------------- |
| US Alessandria    | 1:3          | Lazio Rom         |
| AC Brescia        | 2:1          | AC Mantova        |
| US Catanzaro      | 2:0          | FC Messina        |
| CFC Genua         | 0:3          | AC Florenz        |
| Lanerossi Vicenza | 2:0          | AC Padova         |
| US Livorno        | 2:0 n. V.    | AS Rom            |
| Hellas Verona     | 0:1          | Atalanta Bergamo  |
| AC Lecco          | 0:1          | FC Varese         |
| FC Modena         | 1:0          | FC Bologna        |
| Simmenthal Monza  | 1:2 n. V.    | Pro Patria Calcio |
| AS Novara         | 0:1          | US Cagliari       |
| Potenza SC        | (M)0:0 n. V. | Foggia Incedit    |
| AC Pisa           | 0:1          | SPAL Ferrara      |
| AC Reggiana       | 1:1 n. V.    | US Palermo*       |
| AS Reggina        | 0:1          | CC Catania        |
| AS Trani          | 1:2          | SSC Neapel        |
| AC Venedig*       | 1:1 n. V.    | Sampdoria Genua   |

### Playoff
|            | Ergebnis     |                   |
| ---------- | ------------ | ----------------- |
| Potenza SC | (M)2:2 n. V. | Pro Patria Calcio |

## 2. Runde
|                   | Ergebnis |                  |
| ----------------- | -------- | ---------------- |
| FC Varese         | 2:1      | US Livorno       |
| US Cagliari       | 0:1      | Atalanta Bergamo |
| CC Catania        | 3:2      | AC Brescia       |
| AC Florenz        | 4:1      | US Palermo       |
| Lanerossi Vicenza | 2:0      | FC Modena        |
| Lazio Rom         | 1:0      | AC Venedig       |
| SSC Neapel        | 0:1      | US Catanzaro     |
| SPAL Ferrara      | 2:0      | Potenza SC       |

## 3. Runde
|                  | Ergebnis |                   |
| ---------------- | -------- | ----------------- |
| Atalanta Bergamo | 0:2      | SPAL Ferrara      |
| US Catanzaro     | 3:1      | Lazio Rom         |
| AC Florenz       | 1:0      | CC Catania        |
| FC Varese        | 0:1      | Lanerossi Vicenza |

## Viertelfinale
|                   | Ergebnis              |                |
| ----------------- | --------------------- | -------------- |
| AC Mailand        | 1:3                   | AC Florenz     |
| US Catanzaro      | 0:0 n. V. (4:1 i. E.) | AC Turin       |
| Lanerossi Vicenza | 1:2                   | Inter Mailand  |
| SPAL Ferrara      | 1:4                   | Juventus Turin |

## Halbfinale
|                | Ergebnis |               |
| -------------- | -------- | ------------- |
| AC Florenz     | 2:1      | Inter Mailand |
| Juventus Turin | 1:2      | US Catanzaro  |

## Finale
| AC Florenz                            | AC Florenz | US Catanzaro | US Catanzaro |
| ------------------------------------- | --- | --- | ------------ |
| AC Florenz                            | \| Finale \| \| 19. Mai 1966 in Rom (Stadio Olimpico) \| \| Ergebnis: 2:1 n. V. (1:1, 1:0) \| \| Schiedsrichter: Antonio Sbardella \|                                                                                          | \| Finale \| \| 19. Mai 1966 in Rom (Stadio Olimpico) \| \| Ergebnis: 2:1 n. V. (1:1, 1:0) \| \| Schiedsrichter: Antonio Sbardella \|                                                                         | US Catanzaro |
| AC Florenz                            | Enrico Albertosi – Giovan Battista Pirovano, Bernardo Rogora, Ugo Ferrante, Giuseppe Brizi – Mario Bertini, Claudio Merlo, Giancarlo De Sisti – Kurt Hamrin, Mario Brugnera, Luciano Chiarugi Cheftrainer: Giuseppe Chiappella | Umberto Provasi – Franco Marini, Edmondo Lorenzini, Cesare Maccacaro, Luigi Tonani, Luigi Sardei – Carlo Vanini, Giuseppe Marchioro, Alvaro Gasparini – Gianni Bui, Mario Tribuzio Cheftrainer: Dino Ballacci | US Catanzaro |
| AC Florenz                            | 1:0 Kurt Hamrin (30.) 2:1 Mario Bertini (119.) | 1:1 Giuseppe Marchioro (47.) | US Catanzaro |
| Finale                                | | |              |
| 19. Mai 1966 in Rom (Stadio Olimpico) | | |              |
| Ergebnis: 2:1 n. V. (1:1, 1:0)        | | |              |
| Schiedsrichter: Antonio Sbardella     | | |              |